# Перрі (округ, Арканзас)
Шаблон:StateAbbr_ 34°57′37″ пн. ш. 92°56′07″ зх. д. / 34.960277777778° пн. ш. 92.935277777778° зх. д.
Округ Перрі (англ. Perry County) — округ (графство) у штаті Арканзас. Ідентифікатор округу 05105.

## Історія
Округ утворений 1840 року.

## Демографія
За даними перепису 
2000 року 
загальне населення округу становило 10209 осіб, усе сільське.
Серед мешканців округу чоловіків було 5061, а жінок — 5148. В окрузі було 3989 домогосподарств, 2940 родин, які мешкали в 4702 будинках.
Середній розмір родини становив 2,96.
Віковий розподіл населення поданий у таблиці:
| Стать    | До 15 років | 15-21 | 22-29 | 30-39 | 40-49 | 50-65 | 65-85 | Понад 85 |
| -------- | ----------- | ----- | ----- | ----- | ----- | ----- | ----- | -------- |
| Чоловіки | 1106        | 458   | 450   | 712   | 757   | 914   | 613   | 51       |
| Жінки    | 1039        | 440   | 459   | 742   | 721   | 903   | 711   | 133      |

## Суміжні округи
- Конвей — північ
- Фолкнер — північний схід
- Пуласкі — схід
- Салін — південний схід
- Гарленд — південний захід
- Єлл — захід

## Виноски
1. ↑  U.S. Decennial Census. United States Census Bureau. Архів оригіналу за 2 серпня 2018. Процитовано 27 серпня 2015.
2. ↑  Historical Census Browser. University of Virginia Library. Архів оригіналу за 11 серпня 2012. Процитовано 27 серпня 2015.
3. ↑  Forstall, Richard L., ред. (27 березня 1995). Population of Counties by Decennial Census: 1900 to 1990. United States Census Bureau. Архів оригіналу за 24 вересня 2015. Процитовано 27 серпня 2015.
4. ↑  Census 2000 PHC-T-4. Ranking Tables for Counties: 1990 and 2000 (PDF). United States Census Bureau. 2 квітня 2001. Архів оригіналу (PDF) за 18 грудня 2014. Процитовано 27 серпня 2015.
5. ↑  State & County QuickFacts. United States Census Bureau. Архів оригіналу за 7 червня 2011. Процитовано 19 травня 2014.(англ.) Наведено за англійською вікіпедією.
6. ↑  American FactFinder. Бюро перепису населення США. Архів оригіналу за 26 лютого 2012. Процитовано 31 січня 2008.

| США | Це незавершена стаття з географії США. Ви можете допомогти проєкту, виправивши або дописавши її. |